# 劉泓
劉泓（？—？），字止澄，號長源，浙江嘉兴府海盐县民籍，嘉興縣人。明末政治人物。

## 生平
萬曆四十三年（1615年）乙卯科舉人，萬曆四十七年（1619年）己未科进士，除工部营缮司主事，奄竖崔文升督两淮盐漕，骄横特甚，莫敢抵牾。泓疏暴其害，得㫖撤回，淮人德之。天啓七年（1627年）起兵部车驾司员外郎，崇祯三年升兵部武选司郎中，出为淮徐兵备副使。徐当河决之馀，盗贼蜂起萧砀间，各聚衆数万，泓擒其渠帅，散其胁服。总河侍郎朱光祚深器之，令开浚马陵山、骆马河口等处，皆有成绩。后致仕归。

## 家族
曾祖劉熠，字元丽，嘉靖十九年举人，官监察御史。祖父劉在經。父劉仲鎮。